# 다나카 데쓰야
다나카 데쓰야(일본어: 田中 哲也, 1971년 7월 27일 ~ )는 일본의 전 축구 선수이다.

## 구단 경력
1990년 신일본제철 야와타에 입단했다. 1992년 J1리그의 산프레체 히로시마로 이적했다. 1995년부터 1998년까지 재팬 풋볼 리그의 비셀 고베와 사간 도스에서 뛰었다. 1998년후 현역 은퇴.